# Lejkowo (Wielbark)
Lejkowo (deutsch Röblau) ist ein kleines Dorf in der polnischen Woiwodschaft Ermland-Masuren und gehört zur Gmina Wielbark (Stadt- und Landgemeinde Willenberg) im Powiat Szczycieński (Kreis Ortelsburg).

## Geographische Lage
Lejkowo liegt in der südlichen Mitte der Woiwodschaft Ermland-Masuren, 17 Kilometer südlich der Kreisstadt Szczytno (deutsch Ortelsburg).
Durch den Ort zieht sich das Röblaufließ (polnisch Lejkowska Struga), das auf eine Länge von 29 Kilometern von Norden nach Süden fließt und – zuletzt wegen seiner baulichen Erweiterung „Großer Graben“ (polnisch Wielki Rów) genannt – in den Omulef (polnisch Omulew) mündet.

## Geschichte
Röblau war eines der sechs Dörfer, die im Rahmen der Trockenlegungsmaßnahmen des Lattanabruchs (polnisch Bagna Łatana) gegen Ende des 18. Jahrhunderts angelegt wurden. So wurde es auf königlichen Befehl auch nicht als geschlossene Siedlung, sondern mit auf den jeweiligen Ländereien erbauten und verstreut liegenden Höfen errichtet. Der Erfolg der Entwässerungsmaßnahmen hielt sich in Grenzen, erst in den 1930er Jahren sorgten sie für wirtschaftlichen Erfolg.
Zwischen 1874 und 1945 war Röblau in den Amtsbezirk Groß Lattana (polnisch Łatana Wielka) eingegliedert, der – 1938 in „Amtsbezirk Großheidenau“ umbenannt – zum ostpreußischen Kreis Ortelsburg gehörte.
Im Jahre 1910 hatte Röblau 143 Einwohner. Ihre Zahl stieg bis 1933 auf 148 und belief sich 1939 auf 133.
Aufgrund der Bestimmungen des Versailler Vertrags stimmte die Bevölkerung in den Volksabstimmungen in Ost- und Westpreußen am 11. Juli 1920 über die weitere staatliche Zugehörigkeit zu Ostpreußen (und damit zu Deutschland) oder den Anschluss an Polen ab. In Röblau stimmten 92 Einwohner für den Verbleib bei Ostpreußen, auf Polen entfielen keine Stimmen.
Mit dem gesamten südlichen Ostpreußen wurde Röblau 1945 in Kriegsfolge an Polen überstellt. Das Dorf erhielt die polnische Namensform „Lejkowo“ und ist heute mit dem Sitz eines Schulzenamtes (polnisch Sołectwo) eine Ortschaft im Verbund der Stadt- und Landgemeinde Wielbark (Willenberg) im Powiat Szczycieński (Kreis Ortelsburg), bis 1998 der Woiwodschaft Olsztyn, seither der Woiwodschaft Ermland-Masuren zugehörig.

## Kirche
Bis 1945 war Röblau kirchlich zur Stadt Willenberg (Wielbark) hin orientiert: zur evangelischen Kirche in der Kirchenprovinz Ostpreußen der Kirche der Altpreußischen Union sowie zur dortigen römisch-katholischen Pfarrei im damaligen Bistum Ermland. Auch heute ist Lejkowo katholischerseits mit Wielbark verbunden, das nunmehr zum Erzbistum Ermland gehört. Die evangelischen Einwohner orientieren sich zur Pfarrei in Szczytno (Ortelsburg) in der Diözese Masuren der Evangelisch-Augsburgischen Kirche in Polen.

## Verkehr
Lejkowo liegt an einer Nebenstraße, die bei der Stadt Wielbark von der polnischen Landesstraße 57 (einstige deutsche Reichsstraße 128) abzweigt und über Borki Wielbarskie (Borken bei Willenberg, 1938 bis 1945 Borkenheide) nach Zieleniec ((Groß) Radzienen, 1938 bis 1945 Hügelwalde) führt. Aus der Nachbarregion kommend enden außerdem zwei Nebenstraßen in Lejkowo. Eine Anbindung an den Bahnverkehr gibt es nicht.